# Arcanes
Pour les articles homonymes, voir Arcane.
Arcanes est une série de bande dessinée française. Deux autres séries en sont dérivées : Arcane majeur et L'Histoire secrète.

## Auteurs
- Scénario : Jean-Pierre Pécau
- Dessins : Frédéric Campoy (tome 1), Roland Pignault (tome 2), Bojan Kovačević (tomes 3 à 5), Dejan Nenadov (tomes 6 à 10)
- Couleurs : Isabelle Rabarot, Jean-Paul Fernandez (à partir du tome 6)

## Histoire
Walter Duncan et sa coéquipière Miss Mood font partie d'une organisation gouvernementale dénommée Stargate. Mise en place au début des années 1990, elle recrute des « joueurs », hommes et femmes capables d'influencer la chance, et donc le futur, grâce à des cartes appelées Arcanes ressemblant à celles d'un jeu de tarot. Entre leurs mains, celles-ci ont le pouvoir de manipuler le hasard avec une portée dépendante des facultés du manipulateur. Ainsi, il existe dans Stargate des rangs qui vont des chiffres du tarot traditionnel jusqu'aux figures (par exemple : Walter est un cavalier, c'est-à-dire un rang haut placé).
Descendante de la Fondation Vane et du comité Magic, Stargate est plus axée sur l'utilisation des cartes que sur leur origine et leurs pouvoirs. À cette fin, elle envoie ses joueurs un peu partout dans le monde pour accomplir des missions où toutes les chances de réussir sont extrêmement faibles et la probabilité de mourir extrêmement élevée.

## Personnages

### Héros
- Walter Duncan : ranger têtu, alcoolique, gros fumeur et au sens de l'humour décalé, Walter est au rang de cavalier. Ancien agent de police persuadé que son supérieur fut tué. C'est lors de son enquête qu'il découvrit pour la première fois les cartes Arcanes et l'existence de Stargate. Ayant depuis démissionné de la police pour rejoindre ses rangs, il cherche des réponses à ses questions, mais personne ne semble pouvoir lui en apporter et au contraire, lui en donnent davantage. Il possède un jeu assez puissant et obtiendra de nouvelles cartes au cours de ses aventures.

- Miss Mood : coéquipière de Walter, elle semble en savoir beaucoup plus sur Stargate que lui mais n'est apparemment pas autorisée à lui faire part de ses connaissances. Plus faible psychologiquement, moins gradée mais possédant un jeu d'égal force, son intelligence complète Duncan.

- Pandora : femme quinquagénaire plutôt bien conservée, elle viendra souvent en aide à Mood et Duncan. Joueuse, elle semble être une ancienne et puissante agente de Stargate mais tient désormais à prendre ses distances par rapport à cette dernière. Elle connaît presque tous ses secrets, son histoire et ses membres. Mais elle est en fait bien plus mystérieuse que Stargate elle-même.

### Antagonistes
- Le Baron Fantôme : receleur de drogue, il semble en avoir lui-même crée une tellement puissante qu'elle transformerait des cobayes en « gargouilles », créatures primitives vivant principalement la nuit. Il fera prisonnière Mood au début du premier tome, se cachant dans une forêt du Guatemala. Il semblerait qu'il soit un des plus grands et puissants anciens agents de Stargate.

- SET : acronyme signifiant : Sœurs de l'Éternel Tourment. Organisation religieuse très puissante et gênante dont la chef, la Mater, maîtrise la chance sur un niveau très élevé. Les intentions de cette organisation sont peu claires mais il semblerait qu'elles passent des pactes avec la mafia Italienne.

- Les familles : mafiosi italiens dont l'intention serait de s'enrichir et d'arrêter Stargate. Ils sont en contact direct avec SET.

- Karadine : il a un passé trouble. Envoyé en camp de concentration pour d'obscures raisons, libéré lors du débarquement, il s'illustra au Viêt-Nam aux côtés des Américains et devint rapidement un homme très riche par la suite. Il s'est marié avec une jeune princesse, morte enceinte 5 ans plus tard. Atteint d'une maladie en phase terminale, il contacte Stargate et échange leur protection contre une étrange malédiction en contrepartie des lames noires, jeu très puissant originaire d'Égypte mais non marqué du sceau du comité chargé de les conserver.
Les points inconnus de la vie de Karadine concernent son passé d'ancien nazi, à la recherche des lames, et qui tua ses alliés (dont un dénommé Sebastian) lorsqu'il les eut trouvées. Aujourd'hui, il cherche à se protéger de l'esprit de Sebastian qui revient tous les 30 ans pour se venger. Pour cela, il doit accumuler assez de chance.

- Adrian Arkadinovich : Ancien agent défiguré du KGB probablement affilié à la maison des coupes. Il s'oppose à Walter et à Mood pour la possession des "tablettes de la porte des dieux", de puissants artefacts datant de l'antiquité. Ses projets sont déjoués par l'intervention de l'Archonte Reka.

### Personnages secondaires
- Sebastian : ancien nazi tué par Karadine, son esprit revient tous les 30 ans pour se venger. Il a maintenant accumulé assez de puissance et compte bien l'utiliser pour arriver à ses fins. Il peut prendre possession de l'esprit des gardes du corps de son assassin.

- Le Controleur : Directeur de l'agence Stargate, ancien joueur de la fondation Vane. Il ne se déplace sur le terrain que lorsque c'est vraiment nécessaire.

- Georges Aviva : Membre de l'OSS pendant la seconde guerre mondiale, ce Martiniquais de près de 80 ans possède un talisman d'un grand pouvoir qui pourrait se révéler d'une grande aide contre les puissances maléfiques.

## Albums
1. Le Baron fantôme (1998)
2. La Dame de Prague (2001)
3. Le Dossier Karadine (2004)
4. Le Cercle de Patmos - Première partie (2005)
5. Le Cercle de Patmos - Deuxième partie (2007)
6. Bunker 73 (2008)
7. Blue Bayou (2009)
8. Katrina (2010)
9. L'Expérience interdite (2011)
10. Santa Sangre (2012)

## Publication

### Éditeurs
- Delcourt (collection « Neopolis ») : tomes 1 à 10 (première édition des tomes 1 à 10)